# 山本博子 (女優)
山本 博子（やまもと ひろこ、1984年〈昭和59年〉3月17日 - ）は、2006年から2017年3月まで活動していた日本の元女優、アーティストである。

## 略歴
- 千葉県木更津市で生まれる。小学校・中学校・高校と木更津市で過ごす。
- 2002年3月に東海大学付属市原望洋高等学校卒業後、東海大学に入学。
- 2005年 MIRAIに所属。
- 2006年3月 東海大学を卒業。
- 2007年10月公開の映画『クローズ・ユア・マインド』でスクリーンデビューをする。
- 2007年10月公開の映画『soeur/スール』でヒロインに抜擢。宝生舞、小倉優子、他と共演する。
- 2008年11月公開の映画『RUN3』に出演及び主題歌アーティストとしてデビューしその後、映画中心に活躍する。

## 出演

### 映画
2007年～公開 映画
- 『クローズ・ユア・マインド』出演/加藤夏希・石山拓男・山本博子・小野ヤスシ
- 『それでもヤクザはやってくる』出演/宅麻伸・新井康弘・山本博子・重盛さと美
- 『soeur/スール』出演/宝生舞・山本博子・小倉優子・田中実・大桑マイミ

2008年～公開 映画
- 『RUN3』出演/渡辺大・山本博子・風間トオル・青田典子・高味光一郎

2009年～公開 映画
- 『Quarter』　出演/小嶺麗奈・島崎和歌子・山本博子・袴田吉彦・深澤大河
- 『冬の怪談』　出演/矢島舞美（c-ute）・山本博子・福田歌音（ハロープロジェクト）・原田大二郎
- 『Wednesday アナザーワールド』　出演/北村悠・山本博子・土岐田麗子・原田龍二・美馬怜子[2]

2010年～公開 映画
- 『Oh!マイブラザー』　出演/赤井英和・安岡力也・桑名正博・小池陸・山本博子
- 『イルカの豆』　出演/大沢樹生・夏川純・小西博之・吉岡大輔・山本博子
- 『キャッチボール×3』　出演/和泉元彌・山本博子・黒田アーサー・野村将希
- 『ドリフト ヒーロー』　出演/佐藤博樹・山本博子・宇賀那健一・高山猛久・神坂美羽・大鶴義丹（Vシネマ）

2012年～公開 映画
- 『あの日、僕らの大脱走』　出演/月亭方正・坂本あきら・佐野真白・山本博子
- 『レプリカント・イブ』　出演/岩田陽葵・井上正大・倉田てつを・蝶野正洋・山本博子

2016年8月公開 映画
- 『さざ波ラプソディー』　出演/市來玲奈（元乃木坂46）・廣瀬大介・山本博子・岩田陽葵・黒田アーサー・倉田てつを・松井誠・堀川りょう・浜田ブリトニー・いしだ壱成・田内季宇

2017年6月公開 映画
- 『くらわんか!』　出演/青木玄徳・岩田陽葵・赤澤燈・伊﨑右典・山本博子・秋本奈緒美・川﨑麻世・長内美那子

### テレビドラマ
- 空の港で。それぞれのエアポート物語 第5回（2008年5月3日、テレビ東京） - エリ 役
- ドラマティックジャーニー チェンマイの記憶（2010年8月14日、朝日放送） - 由美 役[3]
- 連続ドラマW パンドラIII 革命前夜 第1話（2011年10月2日、WOWOW）[4]

### 舞台
- 舞台『山椒大夫』原作/森鴎外 脚本/青山一郎 演出/小笠原響
- ミュージカル『火垂るの墓』原作/野坂昭如 脚本/・神野純市 演出/木島恭